# Vodní nádrž Újezd
Újezd je přehradní nádrž na Bílině v Mostecké pánvi na severozápadě Čech v okrese Chomutov. Na jejím místě stávala vesnice Újezd, po které je nádrž pojmenovaná. V prostoru pod hrází se v minulosti nacházela vodní nádrž Kyjice a vesnice Kyjice, které také ustoupila výstavbě hráze.
Nachází se přibližně na 70. říčním kilometru Bíliny. Byla postavená v letech 1978–1981 a slouží k ochraně před povodněmi, zlepšování průtoku řeky Bíliny, zajištění dodávek vody odběratelům a výrobě elektřiny v malé vodní elektrárně s výkonem 90 kW.
Do nádrže ústí Podkrušnohorský přivaděč, který převádí vodu z povodí Ohře do povodí Bíliny.

## Hráz
Přímá zemní hráz je dlouhá 1768 metrů. Její výška dosahuje až 13,9 metru a šířka v koruně je devět metrů. Koruna hráze se nachází v nadmořské výšce 286 metrů. Vypouštění vody umožňuje dvojice spodních výpustí s kapacitou po 12 m³/s. Bezpečnostní přeliv je sto metrů dlouhý a nachází se na jižním konci hráze. Odpadní koryto je dlouhé 300 metrů a není zaústěné do žádné vodoteče. Při naplnění přehrady přeliv odvádí povodňové průtoky bez protipovodňové ochrany území pod hrází, kde je využit bezodtokový prostor zaniklé nádrže Kyjice.

## Hydrologické údaje
Hlavním účelem nádrže je ochrana hnědouhelných lomů před povodněmi. Byla navržena tak, aby zachytila celý 100letý průtok nad povodňovým průtokem 10 m³/s, který je možné bezpečně převést zatrubněným úsekem Bíliny na Ervěnickém koridoru.
| N             | 1   | 5    | 10   | 50   | 100  |
| ------------- | --- | ---- | ---- | ---- | ---- |
| Průtok (m³/s) | 5,5 | 14,5 | 22,0 | 52,0 | 75,0 |